# Tião Bocalom
Sebastião Bocalom Rodrigues, conhecido como Tião Bocalom (Bela Vista do Paraíso, 18 de maio de 1953) é um matemático e político brasileiro, filiado ao Partido Liberal (PL). Desde 2021 atua no cargo de prefeito de Rio Branco.

## Biografia
Possui formação em Matemática em 1976 na Faculdade de Filosofia Ciências e Letras de Mandaguari (FAFIMAN) e em Ciências Físicas e Biológicas em 1978 pela Faculdade de Ciências Físicas e Biológicas de Umuarama, ambas no estado do Paraná. Mora há mais de 30 anos no Estado do Acre. Foi casado com Elisabeth Aparecida Garcia Rodrigues, falecida em 2021, com quem teve um casal de filhos: Luciana e Júnior. Junior faleceu aos 12 anos de idade com leucemia. Luciana casou-se com Josivan, e eles lhes deram três netas: Isabela, Ana Luisa e Maria Rita.

## Carreira política
Entrou para a política como vereador de Nova Olimpia, no Paraná, entre 1983 e 1989. Já no Acre, foi o primeiro prefeito do município de Acrelândia, entre 1993 à 1996, voltando ao comando do executivo municipal de 2000 à 2006, quando renunciou ao cargo para a disputa do Governo do Estado. Foi Secretário Estadual de Agricultura do Estado do Acre, de Janeiro de 1999 a Maio de 2000, na gestão de Jorge Viana.

### Desempenho eleitoral após 2006
Após renunciar ao cargo de Prefeito de Acrelândia em 2006, Tião Bocalom disputou a eleição daquele ano como candidato a governador do estado do Acre pelo PSDB. Entretanto, conseguiu apenas 11,11% e a terceira colocação, ficando atrás de Binho Marques (PT) e Márcio Bittar (PPS).
Nas eleições municipais de 2008, disputou o cargo de prefeito de Rio Branco, capital do estado do Acre, pelo PSDB. No entanto, obteve, mais uma vez, a terceira colocação (22,34%) e não conseguiu disputar o segundo turno, ficando atrás de Raimundo Angelim (PT) e Sérgio Petecão (PMN).
Nas eleições de 2010, disputou novamente o cargo de governador do Acre pelo PSDB. Desta vez, formou uma ampla coligação (PSDB/PMDB/DEM/PSL/PSC/PPS/PMN/PTdoB) e conseguiu obter 49,18% dos votos válidos no primeiro turno, mas foi derrotado pelo candidatoTião Viana (PT) que conseguiu obter 50,51% e venceu a eleição no primeiro turno. No final, a diferença de votos era menos de 5 mil votos de diferença entre os candidatos, tornando-se uma das eleições mais acirradas para o cargo de governador no Brasil contemporâneo.
Nas eleições municipais de 2012, foi candidato a prefeito da capital, Rio Branco, também pelo PSDB e conseguiu se classificar para o segundo turno contra o candidato petista Marcus Alexandre. Enquanto no primeiro turno sua votação foi de 43,85%, conseguiu obter 49,81% dos votos válidos no segundo turno, sendo derrotado por uma diferença menor do que 3 mil votos.
Nas eleições de 2014, pela terceira vez seguida, Tião Bocalom foi candidato a governador. No entanto, foi candidato pelo DEM enquanto o PSDB lançou outro candidato: Márcio Bittar. Sua coligação (DEM, PV, PR, PMN, PSTU) conseguiu apenas 19,61% dos votos válidos na eleição para governador, não conseguindo se classificar para o segundo turno que foi realizado entre Tião Viana e Márcio Bittar.
Após decidir apoiar a candidatura de Bolsonaro para presidente, filiou-se ao PSL para disputar as eleições de 2018. Desta vez, optou por ser candidato a deputado federal. Após o término da votação, percebeu-se que não conseguiu ser eleito em razão do coeficiente eleitoral. Foi o terceiro candidato a deputado federal mais votado na cidade de Rio Branco e o mais votado na cidade de Acrelândia, onde foi prefeito. No entanto, mesmo conseguindo ser o quinto mais votado no estado, não conseguiu ser eleito.
Nas eleições municipais de 2020, voltou a disputar o cargo de Prefeito de Rio Branco. Desta vez, filiado ao Partido Progressista, conseguiu obter 49,58% dos votos válidos no primeiro turno. No segundo turno, vencendo a então prefeita Socorro Néri (PSB), foi eleito prefeito com mais de 62% dos votos. 

### Prefeitura de Rio Branco
Foi eleito prefeito de Rio Branco em 2020. Como prefeito da cidade de Rio Branco, Bocalom coordena a aplicação de orçamento da ordem de R$ 1,4 bilhão de reais.
Em 20 de janeiro de 2022, aprovou junto à câmara de vereadores reforma administrativa que cria 150 cargos comissionados, com custo anual de R$ 15,6 milhões, obtendo 10 votos favoráveis e 4 votos contrários.
Adquiriu, para a prefeitura, 291 ônibus usados para o sistema de transporte coletivo da cidade, alegadamente com 5 anos de uso e negando informações de que os ônibus teriam sido adquiridos junto à SPTrans, de São Paulo, por não estarem mais em condições de rodar lá.
Acompanhamento do G1 afirma que, em um ano de mandato, cumpriu apenas uma de suas 49 promessas de campanha; o político alega que o baixo número se deve aos efeitos econômicos da pandemia de COVID-19.
Em 2024, foi reeleito na Eleição municipal de Rio Branco, ainda em primeiro turno com 54% dos votos válidos, derrotando seu antecessor na prefeitura local, Marcus Alexandre. Desta vez filiado ao Partido Liberal, ficando sob o comando da capital estadual até o ano de 2028.